# Sokolik srokaty
Sokolik srokaty (Microhierax melanoleucos) – gatunek małego ptaka drapieżnego z rodziny sokołowatych (Falconidae). Monotypowy (nie wyróżnia się podgatunków).
Zasięg występowania, środowisko
Spotyka się go w Bangladeszu, Bhutanie, Chinach, Hongkongu, Indiach, Laosie i Wietnamie. Jego naturalnym siedliskiem są lasy o umiarkowanej wilgotności. Zasiedla skraje lasów i plantacji. Dolatuje do 1500 m n.p.m.
Morfologia
Jest nieco większy niż inne sokoliki – ma 18–20 cm długości, rozpiętość skrzydeł 35–37 cm i waży 55–75 g. Od góry ma białe upierzenie, a od dołu czarne. Przez oczy przebiega czarny pasek. Tęczówki oczu są ciemne.
Pożywienie
Łapie ważki, motyle, chrząszcze, pasikoniki. Rzadziej poluje na małe ptaki, jaszczurki i gryzonie. Obserwowano grupowe polowania.
Rozród
Okres godowy trwa od marca do maja. Gniazda zakłada w dziuplach dzięciołów lub pstrogłowów na wysokości 12–30 m. Samica składa zwykle 3–4 jaja. Zachowania godowe i związane z wychowem młodych nie są dobrze poznane.
Status
Międzynarodowa Unia Ochrony Przyrody (IUCN) od 2000 roku uznaje sokolika srokatego za gatunek najmniejszej troski (LC – least concern); wcześniej (od 1988 roku) miał on status „bliski zagrożenia” (NT – near threatened). Liczebność populacji szacuje się na 670–6700 dorosłych osobników. Trend liczebności populacji uznaje się za stabilny.